# Neue Zeitung
Die neue Zeitung (произносится: Ное Цайтунг, дословно — Новая газета) — американское печатное издание на немецком языке, выпускавшееся с 17 октября 1945 года в американской зоне оккупации Германии. Начала выпускаться в Мюнхене в конце 1945 года — сразу после того, как прекратился выпуск армейских американских газет на немецком языке. В газете сотрудничали такие писатели, как Томас и Генрих Манн, Стефан Гейм, Эрих Кестнер, Альфред Андерш. Тираж газеты составлял около 2,5 млн экземпляров. Выпуск прекратился в 1955 году.